# Sault (Loire)
Pour les articles homonymes, voir Sault.
Le Sault est un cours d'eau de France.

## Géographie
Le Sault prend sa source sur la commune de Bussières dans la Loire.
Long de 10,4 kilomètres, il se jette dans le Chanasson (aussi appelé Gourtarou) au niveau de Cleppé, peu avant la confluence de celui-ci avec la Loire.